# Juicio conjunto de las piezas Iron, Land y Pintor de la Operación Tándem
Los casos Iron, Land y Pintor constituyen el primer bloque de piezas judiciales de la Operación Tándem que fue juzgado en conjunto por la Audiencia Nacional de España entre 2021 y 2023. Las tres piezas investigaban encargos de espionaje e intromisión en datos privados realizados por clientes particulares a cambio de elevadas sumas económicas, con la participación del entonces comisario en activo José Manuel Villarejo y su entramado empresarial Cenyt.
El juicio oral, celebrado por la Sección Cuarta de la Sala de lo Penal, fue el primero derivado de la macrocausa Tándem. Se juzgó de forma conjunta debido a que las tres investigaciones compartían una misma estructura delictiva, implicaban a los mismos acusados principales y estaban relacionadas con prácticas sistemáticas de obtención ilícita de información bajo apariencia de informes de inteligencia empresarial.

## Piezas

### Pieza Iron
La pieza Iron se centra en un encargo realizado en julio de 2013 por el bufete Herrero y Asociados SL a José Manuel Villarejo, a través de su empresa Cenyt, con el objetivo de obtener información sobre Balder IP Law SL, un despacho rival fundado por exempleados que habían dejado Herrero en 2012. A cambio, Villarejo facturó al bufete al menos 250 000 € más IVA entre junio y noviembre de 2013, dentro de un contrato global que podría alcanzar los 625 000 €. El trabajo incluyó una veintena de informes que simulaban notas policiales, combinando datos públicos con información sensible obtenida de bases de datos restringidas, incluidas cuentas bancarias y llamadas telefónicas.
El sumario revela que el bufete contratante y Villarejo sabían de su condición de comisario en activo, lo que implicaba acceso a información clasificada. La investigación apunta a que esa condición facilitó la obtención de datos internos, y que el grupo incluso tanteó la posibilidad de un ataque informático al despacho rival, ofreciendo la falsa cobertura de una "intervención oficial" para encubrirlo. Inicialmente, esta pieza fue sobreseída en 2018 respecto a algunos directivos de Herrero y Asociados, pero posteriormente la Audiencia Nacional reabrió la causa en febrero de 2019, instando a investigar a cuatro de los socios y a la directora del departamento de marcas por cohecho y revelación de secretos. El juicio culminó en 2023 con condenas por revelación de secretos y falsedad documental dentro del primer bloque de sentencias, aunque Villarejo fue absuelto de cohecho.

### Pieza Land
La pieza Land se origina en torno a un conflicto familiar por la herencia del fundador de PROCISA, Luis García-Cereceda, fallecido en 2010. En 2012 y 2013, su hija Susana García‑Cereceda contrató, a través de la promotora inmobiliaria La Finca y su departamento de seguridad, los servicios del comisario Villarejo y su empresa Cenyt para obtener información confidencial sobre varios familiares y allegados implicados en el proceso sucesorio. Entre los objetivos figuraban su hermana Yolanda, la viuda Silvia Gómez‑Cuétara y el arquitecto Joaquín Torres. Según el sumario, estos encargos se justificaron mediante informes supuestamente técnicos, pero contenían datos sobre comunicaciones, localizaciones y aspectos íntimos, señalando una conducta sistemática de espionaje familiar.
La Fiscalía Anticorrupción pidió penas elevadas: 38 años y 10 meses para Villarejo, más de 16 años para Susana García‑Cereceda y decenas de años para los miembros del equipo de Cenyt, acusados de cohecho, descubrimiento y revelación de secretos y falsedad documental. En la sentencia de julio de 2023, incluida en la primera condena de 19 años de prisión para Villarejo, se le impusieron tres años por falsificación de documentos mercantiles y nueve años por tres delitos de revelación de secretos particulares relacionados con este encargo; Susana García‑Cereceda fue condenada igualmente por revelación de secretos, aunque algunos acusados llegaron a pactos y recibieron penas menores. El tribunal absolvió a Villarejo del delito de cohecho al entender que su actividad fue privada y no vinculada a sus funciones públicas.

### Pieza Pintor
La pieza Pintor se centra en un encargo formulado por los hermanos empresarios Juan (marido de Ana Rosa Quintana) y Fernando Muñoz Támara hacia julio de 2013, con el propósito de recabar información comprometida sobre su antiguo socio, Mateo Martín Navarro, y sobre su abogado, el exjuez Francisco Javier Urquía. Aunque la Fiscalía acusó a Villarejo y a sus intermediarios de extorsión en grado de conspiración, la Audiencia Nacional concluyó durante el primer juicio (2021‑2022) que no existían pruebas suficientes. En su resolución, señaló que “ninguna de las acusaciones […] pronunció frase alguna en orden a acreditar la existencia de hechos concretos constitutivos de delito”, resultando en su absolución en este punto.
En la sentencia conjunta de julio de 2023, que reunió las piezas Iron, Land y Pintor, la Audiencia incluyó la absolución de Villarejo respecto a la acusación de extorsión. Por tanto, del total de 26 personas juzgadas en esa primera fase, el excomisario quedó exonerado de ese delito, si bien sí fue condenado por otras piezas por revelación de secretos y falsedad documental. Esta decisión fue ratificada en una segunda sentencia que también confirmó la nulidad parcial del anterior fallo y revisó la valoración de todas las pruebas presentadas.

## Sentencia
En julio de 2023 la Sección Cuarta de la Sala de lo Penal de la Audiencia Nacional dictó sentencia tras el juicio conjunto de las piezas Iron, Land y Pintor. Se impuso a José Manuel Villarejo una pena total de diecinueve años de prisión: cuatro por revelación de secretos de empresa y tres por falsedad documental en Iron; tres años por falsedad en documento mercantil y nueve por revelación de secretos de particulares en Land; además de la pena acumulada correspondiente a falsedad en documento mercantil en Iron. En este fallo se absolvió a Villarejo de los delitos de cohecho y extorsión en grado de conspiración (relacionados con Pintor), al considerar acreditado que actuó en el ámbito privado y no en ejercicio de su cargo policial.
La sentencia también condenó a trece años de cárcel a Rafael Redondo, abogado y principal colaborador de Villarejo en la red empresarial Cenyt, y sancionó con penas entre uno y dos años a varios directivos de Herrero y Asociados y miembros de Cenyt, mientras que 16 de los 26 acusados fueron absueltos.
Tras los recursos presentados por la Fiscalía y varias acusaciones particulares, en mayo de 2024 la Sala de Apelación anuló parcialmente la sentencia por no haber valorado en su totalidad las pruebas relativas al cohecho, extorsión, obstrucción a la justicia y responsabilidad civil, y solicitó que el mismo tribunal emitiera una nueva resolución.
En octubre de 2024 la Sección Cuarta confirmó el fallo original, ratificando la condena de diecinueve años para Villarejo y trece para Redondo, y mantuvo la absolución por cohecho y extorsión. El fallo definitivo, firmado por la magistrada ponente Ángela Murillo, incluyó un voto particular de la magistrada Carmen Paloma González, que defendió que existía cohecho en las piezas Iron y Land, cuestionando el criterio del tribunal mayoritario.

## Repercusiones
El fallo definitivo de octubre de 2024 constituyó un hito al convertirse en el primer veredicto firme contra la red privada montada por Villarejo bajo la operación Tándem, estableciendo criterios jurisprudenciales sobre cuándo el uso de contactos policiales en el ámbito privado puede constituir cohecho.
En el plano mediático y político, la sentencia dio impulso al debate público sobre las denominadas "cloacas del Estado", reforzó las investigaciones sobre otras piezas como la 9 (BBVA‑Sacyr) o la 34 (audios de Cospedal), y motivó propuestas legislativas y parlamentarias para regular el acceso a bases de datos reservadas por parte de exfuncionarios.
En términos institucionales, el fallo impulsó revisiones en los protocolos policiales respecto a los exfuncionarios y formuló propuestas para limitar el uso de carnés y contactos, así como para regular la venta privada de servicios de inteligencia. Además, reforzó el control judicial sobre estructuras parapoliciales encubiertas bajo apariencia legal.